# Josep Antoni Baixeras i Sastre
Josep Anton Baixeras Sastre (Tarragona, 20 d'abril de 1927- 24 d'agost de 2008) era un polític i escriptor català. Pertanyia a una família de petits burgesos simpatitzants de la Lliga de Catalunya, i va tenir una educació acurada. Va estudiar dret a la Universitat de Barcelona i treballà a la Junta del Port de Tarragona. Publicà alguns poemes i narracions a Destino. També fou membre de la junta de govern del Col·legi d'Advocats de Tarragona.
Amb l'ajut de Joan Triadú, va encapçalar el grup que va instaurar l'Òmnium Cultural a Tarragona, del qual va ser el primer president, i la seva inclinació cap als plantejaments nacionalistes el van dur a formar part de l'Assemblea de Catalunya i de la llista Entesa dels Catalans a les eleccions generals espanyoles de 1977, en les quals fou elegit senador per la província de Tarragona. Fou president de la Comissió de Suplicatoris del Senat d'Espanya. Abandonà el càrrec amb les primeres eleccions municipals democràtiques de 1979, i fou escollit conseller de l'Ajuntament de Tarragona com a independent a les llistes del PSUC.
Morí el 24 d'agost de 2008 a Tarragona.

## Trajectòria literària
Les primeres obres de Josep Anton Baixeras s'emmarquen dins del gènere del conte. A finals dels cinquanta publica Perquè sí, que tot seguit seria continuat per Perquè no, amb qui guanyaria el Premi Víctor Català de 1959, i l'any següent publica Calipso. En aquest inici fa palesa de les seues característiques, com ara l'ús d'un català prou acurat, ric i culte, i la ubicació de trames a Castellet, una Tarragona literària.
Als anys seixanta fa el pas a la novel·la amb L'anell al dit, protagonitzada pel seu personatge més reeixit, en Pauet Nolla, una transmutació literària de la burgesia tarragonina. Veuria la segona part amb Les mares, publicada ja a la dècada dels noranta.
El 1994 va publicar El Mas dels Casaments, tres peces curtes de teatre, amb un pròleg-crònica de les trobades que s'hi feien. El 2003 va publicar l'obra de teatre Narcís als llimbs que porta com a subtítol "òpera parlada, en un pròleg, tres actes i diversos intermedis". Germanista, va traduir de l'alemany al català La fira de Plundersweilern de Goethe (Arola 1999), i El dia més foll, de Peter Turrini; també va traduir una altra obra goethiana, Egmont, estrenada el 1983. L'any 2004 va ser investit doctor honoris causa de la Universitat Rovira i Virgili de Tarragona.

### Obres
- Perquè sí (1957)
- Perquè no (1959) Premi Víctor Català
- Calipso (1960)
- L'anell al dit (1964)
- Carnet tarragoní (1983)
- El mas dels casaments (1994)
- Les mares (1995)
- La fira de Plundersweilern, traducció de Goethe, (1999)
- Fulls de calendari (2003)
- Narcís als limbs (2003)

### Estudis sobre la seua obra
- Roig i Queralt, Francesc. Josep Antoni Baixeras : una veu entre dos silencis

A:  Treballs de la Secció de Filologia i Història Literària. Tarragona : Institut d'Estudis Tarraconenses Ramon Berenguer IV. Vol. II (1981); p. 143-172
- Josep Anton Baixeras. Literatura i acció cívica (Onada, 2011), un recull de conferències de diversos autors al voltant dels aspectes literaris de Josep Anton Baixeras, coordinat per Magí Sunyer.
- Josep Anton Baixeras. Obra completa (Cossetània, 2010).